# Lane Garrison
Lane Garrison Edwuard Austin, Texas 23 de maio de 1980 é um ator estadunidense, e é mais conhecido por interpretar David 'Tweener' Apolskis no seriado norte-americano Prison Break, também é conhecido pela série
Night Stalker e por interpretar o personagem Craig Boyler. Em 2007, Garrison se confessou culpado de homicídio veicular e de dirigir embriagado após um acidente em dezembro de 2006 que matou Vahagn Setian, de 17 anos, que havia sido passageiro em seu carro. Duas garotas de 15 anos, também passageiras, também ficaram feridas no acidente. Garrison encontrou Setian e as garotas em uma festa do ensino médio que ele frequentou. Ele foi condenado a 40 meses de prisão em 31 de outubro de 2007. O ator foi libertado da prisão em abril de 2009 e cumpriu quatro anos de liberdade condicional. Ele também foi condenado a pagar US $ 300.000 em restituição às vítimas e suas famílias.